# Forsvundet
Forsvundet (RE) (engelsk: Regionally Extinct, dvs. regionalt eller områdemæssigt uddød) er en kategori som anvendes inden for rødlistning af arter.
Rødlistningskategorien refererer til en arts status inden for et bestemt geografisk område. En art klassificeres som forsvundet fra et bestemt område, når det er hævet over enhver rimelig tvivl, at det sidste individ, som havde en reel mulighed for reproduktion inden for det pågældende områdes grænser, er dødt eller forsvundet fra området.

## Eksterne link
- European Red List Arkiveret 11. maj 2015 hos  Wayback Machine